# Suchorzew
Suchorzew [pronunciación en polaco: /suˈxɔʐɛf/] (en alemán: Götzenau) es un pueblo ubicado en el distrito administrativo de Gmina Pleszew, dentro del Distrito de Pleszew, Voivodato de Gran Polonia, en el oeste de Polonia central. Se encuentra aproximadamente a 7 kilómetros al oeste de Pleszew y a 78 kilómetros al sureste de la capital regional Poznań.